# Barbula santiagensis
Barbula santiagensis är en bladmossart som beskrevs av Brotherus in Dusén 1907. Barbula santiagensis ingår i släktet neonmossor, och familjen Pottiaceae. Inga underarter finns listade i Catalogue of Life.